# Henrik Nordenberg

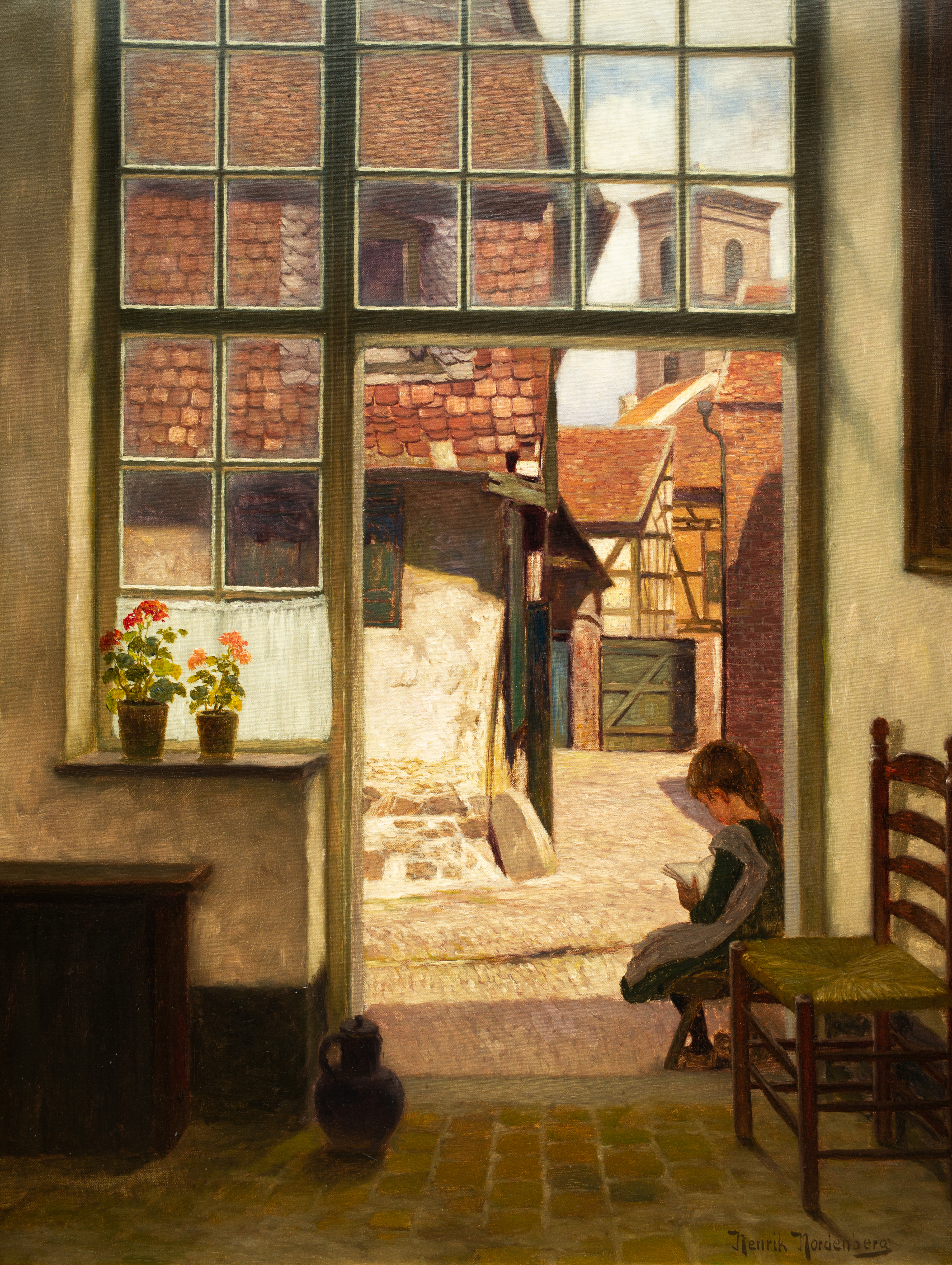
A Reading Girl Sitting in a Doorway

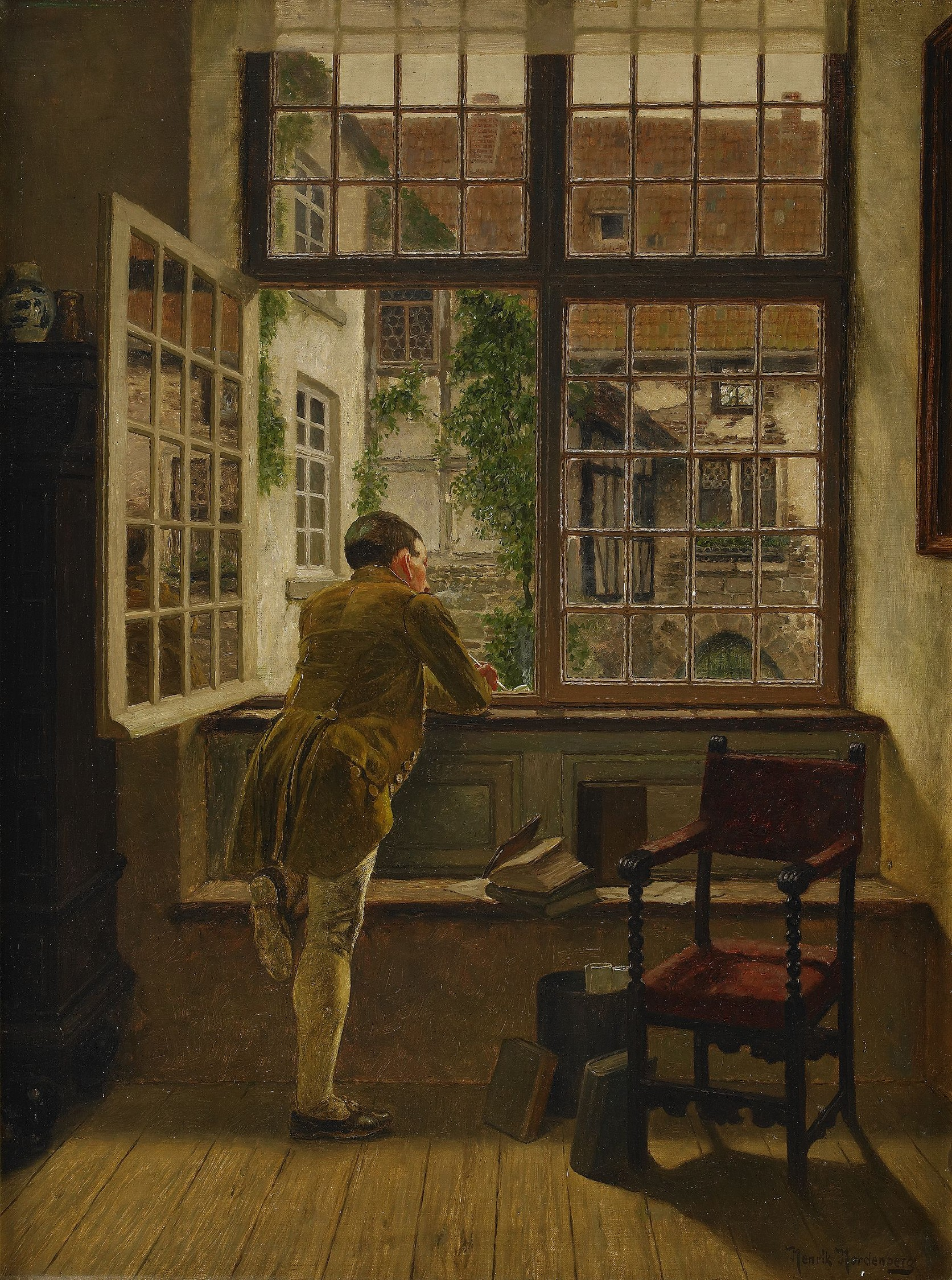
Interiör med pojke vid fönster av Henrik Nordenberg

Carl Henrik Nordenberg, född 19 maj 1857 i Asarum, död 1 november 1928 i Düsseldorf, var en svensk-tysk konstnär, brorson till konstnären Bengt Nordenberg.
Nordenberg studerade vid konstakademien i Düsseldorf 1873–1884 och bodde där sedan till sin död. Han målade ofta interiörer, genretavlor med sjömän och fiskare, även stadsmotiv och arbetade med etsningar.